# Drtija
Drtija je naselje v Občini Moravče.